# 岩牡丹屬
岩牡丹屬（學名：Ariocarpus）是一种生長在亞熱帶的肉質仙人掌。其學名來自古希臘文的“橡樹”及“果實”，因為它們的果實非常相似。
岩牡丹屬分佈在美國德克薩斯州南部的格蘭德河石灰岩山區和墨西哥的北部及中部陽光強烈的地方。它們現正處於瀕危，在野外極為稀有。
以前岩牡丹屬和龜甲牡丹屬是分開的兩個屬，現在合併成岩牡丹屬。

## 特徵
岩牡丹屬的一般在土裡，有著很大的主根。上半部分扁平，直徑為6~12厘米，有三角形的結節，重疊形成橫向的皺紋。它們完全沒有冠，及呈灰色，在其生長地很易隱藏自己。
岩牡丹屬頂端有毛，生長幾年後會長出粉紅色或黃色的花朵。
岩牡丹屬含有苦味及有毒的生物碱，如大麥芽鹼。這些生物碱可以保護植物本身免於草食性的動物的傷害。

## 下属物种
本属包括以下物种：
- 龍舌蘭牡丹 Ariocarpus agavoides (Castañeda) E.F.Anderson
- 龟甲牡丹 Ariocarpus fissuratus (Engelm.) K.Schum.
- 花牡丹 Ariocarpus furfuraceus
- 黑牡丹 Ariocarpus kotschoubeyanus (Lem.) K.Schum.
- 龜甲連山 Ariocarpus lloydii
- Ariocarpus mcdowellii J.N.Haage & Schmidt
- Ariocarpus pulvilliger K.Schum.
- 岩牡丹 Ariocarpus retusus Scheidw.
- 龍角牡丹 Ariocarpus scaphirostris Boed.
- 三角牡丹 Ariocarpus trigonus (F.A.C.Weber) K.Schum.

归入本属的物种：
- Anhalonium heteromorphum Trel.
- Anhalonium jourdanianum Lewin
- Anhalonium leuchtenbergii A.Dietr.
- Anhalonium rungei Hildm.
- Anhalonium subnodusum Hildm.
- Anhalonium turbiniforme F.A.C.Weber
- Anhalonium visnagra K.Schum.

杂交种：
- Ariocarpus ×drabi Halda & Sladk.
- Ariocarpus ×dubeniorum Halda & Malina
- Ariocarpus ×nelissae Halda & Panar.

## 種植
雖然岩牡丹屬生長得很慢，但卻很容易種植。它們有塊莖的根系統，對土壤情況特別敏感，最理想的是疏水以及只有少量腐植質的土壤。需要特別留意避免過度澆水，在澆水前須讓土壤完全乾涸。它們只會在夏天生長期需要水份。要小心凍傷，生長環境不能低於12℃。
岩牡丹屬是用種子傳播的。人工栽植多採嫁接的手段將幼苗接合在作為砧木的麒麟掌屬之上，以增加其生長率。較年長的則會搬到仙人球屬、Eriocereus或Opuntia compressa以增加硬度。

## 外部連結
- （英文） Ariocarpus - living rocks of Mexico （页面存档备份，存于）
- （法文） www.AIAPS.org
- Lost Peyotls （页面存档备份，存于）

1. ↑  . GBIF.   [2023-01-05]. （原始内容存档于2023-01-28）.